# E. Lockhart
Emily Jenkins que às vezes usa o pseudônimo E. Lockhart (Nova Iorque, 13 de setembro de 1967) é uma escritora norte-americana, conhecida principalmente por seu livro We Were Liars, publicado no Brasil como Mentirosos pela Companhia das Letras através do selo Seguinte.

## Biografia
E. Lockhart descobriu que queria se escritora aos oito anos de idade. Na terceira série, escreveu duas novelas literárias. Ela possui doutorado na Universidade de Columbia de Língua Inglesa com foco em Literatura Inglesa do Séc. XIX e História de Ilustrações de Livros Ingleses.
E. Lockhart gosta de museus de cera e gostava de montanhas-russas, mas agora tem medo delas. Também era a digitadora mais rápida das aulas de datilografia da 8ª Série, onde aprendia em máquinas de escrever  manuais.
Atualmente, seus livros são traduzidos para mais de dez idiomas.

## Publicações no Brasil
- O Histórico Infame de Frankie Landau-Banks (2013) - Editora Companhia das Letras, pelo selo Seguinte.

Sinopse: Aos catorze anos, Frankie Landau-Banks era uma menina como qualquer outra. Gostava de ler, participava do Clube de Debates, cuidava de seus hamsters e era a princesinha da família. Mas, nas férias de verão, enquanto passava a maior parte do tempo no quintal, deitada na rede lendo contos de Dorothy Parker e tomando limonada, Frankie se transforma: de repente surge uma garota cheia de curvas, com uma beleza inusitada. E é com esse novo visual que, na volta às aulas para seu segundo ano na tradicional e competitiva Alabaster, Frankie deixa Matthew Livingston, o cara mais popular do colégio, de queixo caído.
Mal acreditando no que estava acontecendo, ela começa a namorar Matthew e é apresentada ao seu círculo de amigos do último ano. Frankie se apaixona não só por ele, mas também por todo aquele universo: as piadas internas, a camaradagem entre eles e a liberdade total daqueles garotos com tanto status na escola.
O único problema é que, por mais que se esforce para fazer parte daquele mundo tão atraente, Frankie está sempre se sentindo inferior aos garotos do grupo, principalmente em relação a Alfa, o melhor amigo de Matthew. A gota d’água vem quando ela descobre que Matthew pertence à Leal Ordem dos Bassês: uma sociedade secreta que há várias gerações prega peças pela escola - e não permite que garotas se juntem ao grupo.
Mas Frankie não irá se conformar em ser deixada de fora. Inteligente, esperta e calculista, dará um jeito de manipular a sociedade secreta e provará que é muito mais do que uma menina bonita que namora um garoto popular. Entre uma pegadinha e outra, ela levantará discussões sobre gênero e poder, indivíduos e instituições, e ainda tentará descobrir se é possível se apaixonar por alguém sem abrir mão de si mesma.
- Mentirosos (2014) - Editora Companhia das Letras, pelo selo Seguinte.

Sinopse: Os Sinclair são uma família rica e renomada, que se recusa a admitir que está em decadência e se agarra a todo custo às tradições. Assim, todo ano o patriarca, suas três filhas e seus respectivos filhos passam as férias de verão em sua ilha particular. Cadence - neta primogênita e principal herdeira -, seus primos Johnny e Mirren e o amigo Gat são inseparáveis desde pequenos, e juntos formam um grupo chamado Mentirosos.
Durante o verão de seus quinze anos, as férias idílicas de Cadence são interrompidas quando a garota sofre um estranho acidente. Ela passa os próximos dois anos em um período conturbado, com amnésia, depressão, fortes dores de cabeça e muitos analgésicos. Toda a família a trata com extremo cuidado e se recusa a dar mais detalhes sobre o ocorrido… até que Cadence finalmente volta à ilha para juntar as lembranças do que realmente aconteceu.
- Fraude Legítima (2017) - Editora Companhia das Letras, pelo selo Seguinte.

Sinopse: Jule West Williams é uma garota capaz de se adaptar a qualquer lugar ou situação. Imogen Sokoloff é uma herdeira milionária fugindo de suas responsabilidades. Além do fato de serem órfãs, as duas garotas têm pouco em comum, mas isso não as impede de desenvolver uma amizade intensa quando se reencontram anos depois de terem se conhecido no colégio. Elas passam os dias em meio a luxo e privilégios, até que uma série de eventos estranhos começa a tomar curso, culminando no trágico suicídio de Imogen e forçando Jule a descobrir como viver sem sua melhor amiga. Mas, talvez, as histórias das duas garotas tenham se unido de maneira inexorável ― e seja tarde demais para voltar atrás.

### Livros infantis como Emily Jenkins
- The Secret Life of Billie's Uncle Myron, com o pai dela Len Jenkins (1996)
- Five Creatures (2001)
- My Favorite Thing (According to Alberta) (2004)
- Daffodil (2005)
- Daffodil, Crocodile (2006)
- Love You When You Whine (2006)
- Toys Go Out: Being the Adventures of a Knowledgeable Stingray, a Toughy Little Buffalo, and Someone called Plastic (2006)
- Bea and Haha (2006): 1. Num, num, num!; 2. Hug, hug, hug!; 3. Plonk, plonk, plonk!; 4. Up, up, up!
- What Happens on Wednesdays (2007)
- Skunkdog (2008)
- The Little Bit Scary People (2008)
- Toy Dance Party: Being the Further Adventures of a Bossy-Boots Stingray, a Courageous Buffalo, and a Hopeful Round Someone called Plastic]] (2008)
- Sugar Would Not Eat It (2009)
- Small Medium Large(2011)
- Toys Come Home: Being the Early Experiences of an Intelligent Stingray, a Brave Buffalo, and a Brand-New Someone called Plastic (2011)
- Invisible Inkling (2011) – romance
- Lemonade in Winter: A Book About Two Kids Counting Money (2012)
- Dangerous Pumpkins (2012) – Invisible Inkling #2
- The Whoopie Pie War (2013) – Invisible Inkling #3
- Water in the Park (2013)
- A Fine Dessert(2014)<ref>
- Princessland (2014)
- Toys Meet Snow: Being the Wintertime Adventures of a Curious Stuffed Buffalo, a Sensitive Plush Stingray, and a Book-Loving Rubber Ball (2015)
- The Fun Book of Scary Stuff (2015)
- Tiger and Badger (2016)

### Livros adultos como Emily Jenkins
- Tongue First: Adventures in Physical Culture (1998) – ensaios
- Mister Posterior and the Genius Child (2002) – romance

### Livros jovem adulto como E. Lockhart
- Fly on the Wall: How One Girl Saw Everything (2006)
- Dramarama (2007)
- The Disreputable History of Frankie Landau-Banks (2008)
- Genuine Fraud (2017)
- Again Again (2020)

#### Série Ruby Oliver
- The Boyfriend List:15 Guys, 11 Shrink Appointments, 4 Ceramic Frogs, and Me, Ruby Oliver (2005)
- Real Live Boyfriends: Yes, Boyfriends, Plural, if my Life weren't Complicated, I wouldn't be Ruby Oliver (2010) – Ruby Oliver #4
- The Boy Book: A Study of Habits and Behaviors, Plus Techniques for Taming Them (2006)

#### Série Mentirosos
- We Were Liars (2014)
- Family of Liars (2022)

### Como co-autora
- How To Be Bad (2008) com Sarah Mlynowski e Lauren Myracle
- Série Upside-Down Magic (com Sarah Mlynowski, Lauren Myracle, e Emily Jenkins)

1. Upside-Down Magic
2. Sticks & Stones
3. Showing Off
4. Dragon Overnight
5. Weather or Not
6. The Big Shrink